# آصف پسر برخیا

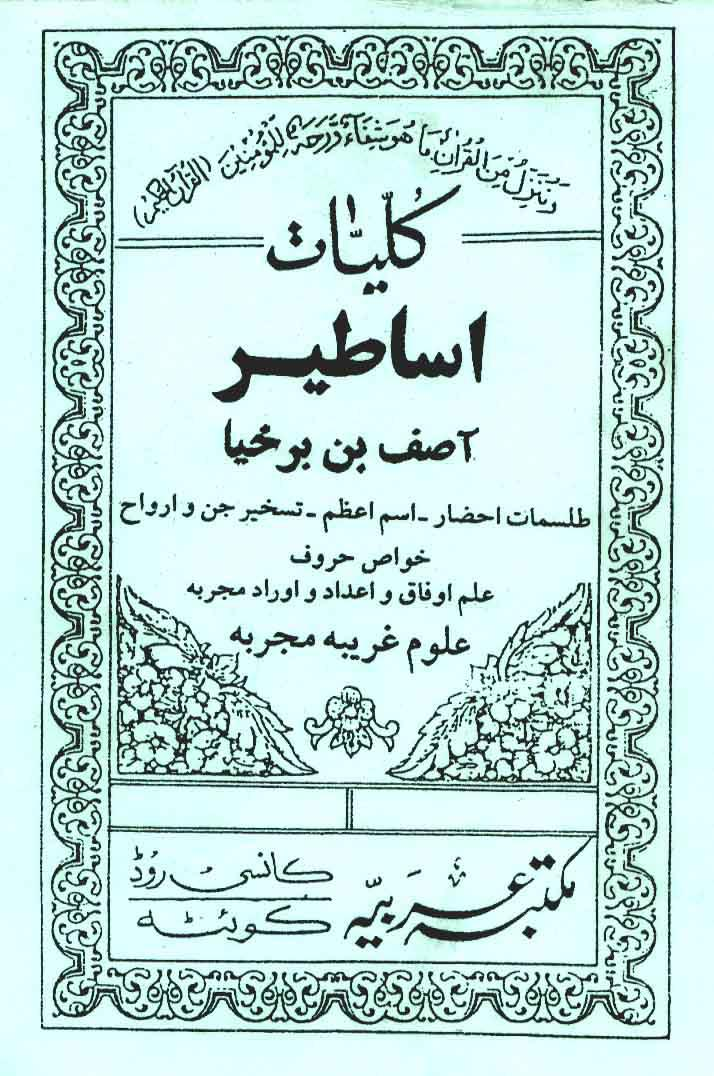
کتاب کلیات اساطیر، مجموعه ادعیه و اوراد که به آصف بن برخیا منسوب می‌کنند.

در داستان‌های اسلامی، آصف پسر برخیا یا آصِف بن بَرخیا نام وزیر، کاتب و به روایتی داماد سلیمان دانسته شده است. در تمامی روایت‌هایی که نام او در آن‌ها ذکر شده است، از ارتباط او با آیه ۴۰ از سوره نمل سخن به میان آمده است. روایت مشهوری که در آن آصف بن برخیا به درخواست سلیمان تخت بلقیس ملکه سبا را در چشم به هم زدنی از سرزمین سبا به نزد سلیمان می‌آورد. مشهور است او اسم اعظم و علم لدنی داشته است.
به او آثاری چون اساطیر و هفتاد و دو دیو نسبت داده شده است.

## آیه ۴۰ سوره نمل
قَالَ الَّذِی عِندَهُ عِلْمٌ مِّنَ الْکِتَابِ أَنَا آتِیکَ بِهِ قَبْلَ أَن یَرْتَدَّ إِلَیْکَ طَرْفُکَ فَلَمَّا رَآهُ مُسْتَقِرًا عِندَهُ قَالَ هَذَا مِن فَضْلِ رَبِّی لِیَبْلُوَنِی أَأَشْکُرُ أَمْ أَکْفُرُ وَمَن شَکَرَ فَإِنَّمَا یَشْکُرُ لِنَفْسِهِ وَمَن کَفَرَ فَإِنَّ رَبِّی غَنِیٌّ کَرِیمٌ
ترجمه:

کسی که نزد او دانشی از کتاب [الهی] بود گفت من آن را پیش از آنکه چشم خود را برهم زنی برایت می‌آورم پس چون [سلیمان] آن [تخت] را نزد خود مستقر دید گفت این از فضل پروردگار من است تا مرا بیازماید که آیا سپاسگزارم یا ناسپاسی می‌کنم و هر کس سپاس‌گزارد تنها به سود خویش سپاس می‌گزارد و هر کس ناسپاسی کند بی‌گمان پروردگارم بی‌نیاز و کریم است

## فیلم ملک سلیمان
در فیلم ملک سلیمان به کارگردانی شهریار بحرانی، حسین محجوب نقش آصف بن برخیا را بازی می‌کند.

## آرامگاه آصف بن برخیا
بر پایه یک داستان آرامگاه آصف بن برخیا در روستای پاسنگ بالا از دهستان قراولان شهرستان گالیکش استان گلستان قرار دارد و برای مردم بومی با نام بابا تکیه شناخته است. در مزار (بجستان) در استان خراسان رضوی ، بجستان ، روستای مزار نیز آرامگاهی وجود دارد که مردم آن را متعلق به آصف بن برخیا می‌دانند.
بر پایه داستانی دیگر در افسانه‌ها آمده است پس از اینکه برخیا می‌میرد سلیمان دستور می‌دهد وی را در پای کوهی معروف به کوه سلیمان در اوش قرقیزستان دفن کنند. این مقبره که در قرن هفدهم در پای کوه سلیمان در اوش ساخته شده اکنون بخشی از مجتمع موزه ملی باستان‌شناسی است.
تخت سلیمان که مردم محلی آن را سلیمان-تو نیز می‌نامند به معنای تخت سلیمان است. یونسکو در سال ۲۰۰۹ این کوه که تقریباً ۲۰۰ متر ارتفاع دارد و دارای پنج قله است را در فهرست میراث جهانی ثبت کرد. بازدیدکنندگان ابتدا یک سازه ۷ در ۹ متری می‌بینند که گنبدی بر روی آن قرار دارد که قطر آن ۴٫۵ متر است. در داخل آن، یک ورودی دارای تورفتگی و بسیار مزین و یک فضای داخلی به شکل هشت‌وجهی با ارتفاع ۲ متر دیده می‌شود.